# Ramzes I
Ramzes I – faraon, władca starożytnego Egiptu, założyciel XIX dynastii. Panował prawdopodobnie w latach od 1306 do 1304 p.n.e. lub od 1292 do 1290 p.n.e.
Nie wywodził się z królewskiego rodu, a jego prawdziwe imię brzmiało Paramessu. Urodził się w arystokratycznej rodzinie z okolic Awaris w Delcie Nilu. Był wysokiego szczebla dowódcą królewskich łuczników i generałem armii faraona. Pierwszym etapem jego kariery było stanowisko dowódcy oddziałów, a później inspektora koni, co pociągnęło za sobą wejście do elitarnego korpusu rydwanów. Będąc królewskim woźnicą, stał się kandydatem na stanowisko jednego z królewskich posłów, przewożących korespondencję dyplomatyczną. Został szybko dostrzeżony na dworze. Osiągnął stopień generała i dowódcy granicznej twierdzy (prawdopodobnie Sile) oraz stanowisko inspektora ujść Nilu. Zdobył uznanie i zaufanie Horemheba, (ostatniego władcy XVIII dynastii), który powierzył mu stanowisko wezyra, obdarzył godnością Pierwszego Kapłana Egiptu i wyznaczył go na swojego zastępcę, a później następcę. Sprawował również obowiązki Wielkiego Kapłana Amona, biorąc czynny udział w restauracji starej religii po okresie monoteistycznej herezji Echnatona.
Sam Horemheb, będąc wysokiej rangi dowódcą wojskowym i doradcą na dworze za czasów Tutanchamona oraz Aja, darzył zaufaniem wysokich rangą wojskowych. Gdy został faraonem, pod koniec swego panowania, nie mając własnego następcy ustanowił Ramzesa swym zastępcą i później następcą.
Podobnie Ramzes po wstąpieniu na tron ustanowił koregentem i następcą swego syna Setiego I, zakładając w ten sposób nową dynastię. Po wstąpieniu na tron wzorował się na swych poprzednikach - głównie Ahmose I, założycielu XVIII dynastii i twórcy Imperium. Swoją tytulaturę ukształtował na wzór tytulatury Ahmose, obchodząc się bez wielu wymyślnych epitetów, zapisując swe imię w prosty sposób. Seti I dokończył wiele dzieł zapoczątkowanych przez Ramzesa I, m.in. budowę drugiego pylonu w świątyni Amona w Karnaku, przebudowanego z pylonu Horemheba i ponownie pokrytego reliefami. 
Panowanie Ramzesa I trwało 16 miesięcy. Pochowany został w Dolinie Królów, a jego grobowiec (KV 16), sprawiający wrażenie wykonanego naprędce, został odkryty w 1817 r. przez Giovanni Battista Belzoniego. Być może jedna z mumii, znalezionych w skrytce DB-320 jest mumią Ramzesa I.

## Tytulatura
| G5 |

| G5 |

| E1 · D44 | M13 | M23 | X1 | M17 | M17 | Y1 · Z2 |

| E1 · D44 | M13 | M23 | X1 | M17 | M17 | Y1 · Z2 |

| E1 · D44 | M13 | M23 | X1 | M17 | M17 | Y1 · Z2 |

| E1 · D44 | M13 | M23 | X1 | M17 | M17 | Y1 · Z2 |

| G5 |

| G5 |

| E1 · D44 | M13 | M23 | X1 | M17 | M17 | Y1 · Z2 |

| E1 · D44 | M13 | M23 | X1 | M17 | M17 | Y1 · Z2 |

| E1 · D44 | M13 | M23 | X1 | M17 | M17 | Y1 · Z2 |

| E1 · D44 | M13 | M23 | X1 | M17 | M17 | Y1 · Z2 |

| G16 |

| G16 |

| N28 · D36 · Y1 | m&t | M23 | A44 | W19 | M17 | X1 · Aa15 · U15 |

| N28 · D36 · Y1 | m&t | M23 | A44 | W19 | M17 | X1 · Aa15 · U15 |

| N28 · D36 · Y1 | m&t | M23 | A44 | W19 | M17 | X1 · Aa15 · U15 |

| N28 · D36 · Y1 | m&t | M23 | A44 | W19 | M17 | X1 · Aa15 · U15 |

| G16 |

| G16 |

| N28 · D36 · Y1 | m&t | M23 | A44 | W19 | M17 | X1 · Aa15 · U15 |

| N28 · D36 · Y1 | m&t | M23 | A44 | W19 | M17 | X1 · Aa15 · U15 |

| N28 · D36 · Y1 | m&t | M23 | A44 | W19 | M17 | X1 · Aa15 · U15 |

| N28 · D36 · Y1 | m&t | M23 | A44 | W19 | M17 | X1 · Aa15 · U15 |

| G8 |

| G8 |

| S29 | Y5 · N35 | U32 | Aa11 · M3 | Aa1 |

| S29 | Y5 · N35 | U32 | Aa11 · M3 | Aa1 |

| S29 | Y5 · N35 | U32 | Aa11 · M3 | Aa1 |

| S29 | Y5 · N35 | U32 | Aa11 · M3 | Aa1 |

| G8 |

| G8 |

| S29 | Y5 · N35 | U32 | Aa11 · M3 | Aa1 |

| S29 | Y5 · N35 | U32 | Aa11 · M3 | Aa1 |

| S29 | Y5 · N35 | U32 | Aa11 · M3 | Aa1 |

| S29 | Y5 · N35 | U32 | Aa11 · M3 | Aa1 |

| M23 · X1 | L2 · X1 |

| M23 · X1 | L2 · X1 |

| N5 | Y5 · N35 | F9 · X1 | F9 · X1 |

| N5 | Y5 · N35 | F9 · X1 | F9 · X1 |

| N5 | Y5 · N35 | F9 · X1 | F9 · X1 |

| N5 | Y5 · N35 | F9 · X1 | F9 · X1 |

| M23 · X1 | L2 · X1 |

| M23 · X1 | L2 · X1 |

| N5 | Y5 · N35 | F9 · X1 | F9 · X1 |

| N5 | Y5 · N35 | F9 · X1 | F9 · X1 |

| N5 | Y5 · N35 | F9 · X1 | F9 · X1 |

| N5 | Y5 · N35 | F9 · X1 | F9 · X1 |

| G39 | N5 |

| G39 | N5 |

| N5 | F31 | S29 | M23 | G43 |

| N5 | F31 | S29 | M23 | G43 |

| N5 | F31 | S29 | M23 | G43 |

| N5 | F31 | S29 | M23 | G43 |

| G39 | N5 |

| G39 | N5 |

| N5 | F31 | S29 | M23 | G43 |

| N5 | F31 | S29 | M23 | G43 |

| N5 | F31 | S29 | M23 | G43 |

| N5 | F31 | S29 | M23 | G43 |